# 2019 en Australie
Chronologie de l'Australie
- 2015
- 2016
- 2017
- 2018
- 2019
- 2020
- 2021
- 2022
- 2023

## En exercice
- Monarque – Reine Élisabeth II
- Gouverneur général – Peter Cosgrove puis David Hurley à partir du 1er juillet
- Premier ministre – Scott Morrison

## Chronologie
- 18 mai : élections fédérales.
- 26 mai : inauguration du métro de Sydney.